# Pristoceuthophilus arizonae
Pristoceuthophilus arizonae är en insektsart som beskrevs av Morgan Hebard 1935. Pristoceuthophilus arizonae ingår i släktet Pristoceuthophilus och familjen grottvårtbitare. Inga underarter finns listade i Catalogue of Life.